# Tiora osiris
Tiora osiris är en fjärilsart som beskrevs av Johann Wilhelm Meigen 1830. Tiora osiris ingår i släktet Tiora och familjen juvelvingar. Inga underarter finns listade i Catalogue of Life.